# Nedim Čović
Nedim Čović (Sarajevo, 27 maggio 1988) è un ex velocista bosniaco.
Parte della squadra bosniaca in diverse edizioni degli Europei a squadre, ha esordito internazionalmente nel 2006 nei maggiori campionati juniores senza andare oltre le batterie. Ha rappresentato il proprio paese agli Europei 2010 in Spagna, portando a termine la gara nonostante uno stiramento ma ben oltre i 30 secondi.
Lasciata l'atletica leggera ha intrapreso la carriera accademica presso l'Università di Sarajevo.

## Palmarès
| Anno | Manifestazione    | Sede       | Evento      | Risultato  | Prestazione | Note |
| ---- | ----------------- | ---------- | ----------- | ---------- | ----------- | ---- |
| 2006 | Mondiali juniores | Pechino    | 100 m piani | Batteria   | 10"80       |      |
| 2006 | Mondiali juniores | Pechino    | 200 m piani | Batteria   | 21"67       |      |
| 2006 | Giochi balcanici  | Zenica     | 100 m piani | 4º         | 10"94       |      |
| 2006 | Giochi balcanici  | Zenica     | 200 m piani | 4º         | 21"67       |      |
| 2007 | Europei juniores  | Hengelo    | 100 m piani | Semifinale | dnf         |      |
| 2007 | Europei juniores  | Hengelo    | 200 m piani | Batteria   | 21"88       |      |
| 2009 | Universiadi       | Belgrado   | 100 m piani | Batteria   | 10"86       |      |
| 2010 | Europei           | Barcellona | 100 m piani | Batteria   | 34"89       |      |